# Little Big Italy
Little Big Italy è un programma televisivo italiano prodotto da Magnolia e trasmesso dall'emittente Nove a partire dall'8 aprile 2018.
Il programma è condotto dal ristoratore Francesco Panella, il quale visita una città estera diversa per ogni puntata alla ricerca del miglior ristorante di cucina italiana.

## Format
Il format di Little Big Italy prevede che ogni puntata si svolga in una città all'estero in cui tre italiani, residenti in quella stessa città, selezionano un ristorante di cucina italiana ciascuno. Il gruppo, insieme a Francesco Panella, si reca per pranzo in ciascuno dei tre ristoranti e vota con una valutazione da 1 a 5 gettoni. Innanzitutto con il "voto d’impatto" (introdotto dalla quinta stagione) i partecipanti devono esprimere un giudizio in base alle prime sensazioni che hanno del locale, per proseguire con la preparazione di tre diverse portate: il piatto scelto della persona che ha selezionato il ristorante, il piatto forte dello chef del ristorante e la voglia fuori menù desiderata da Panella; a ciò, nella parte finale del programma, si unisce il voto di "italianità" assegnato da Panella con una valutazione da 1 a 10. Il ristorante che ha totalizzato il punteggio maggiore vince e ottiene il titolo di «miglior ristorante Little Big Italy della città», mentre la persona che lo ha selezionato si aggiudica un buono pasto della durata di un anno che gli consente di mangiare gratis nel locale.
La sigla del programma dalla prima alla quinta stagione è stata una versione strumentale dell’ultima parte del ritornello della canzone napoletana Funiculì funiculà. Dalla sesta stagione viene sostituita da un jingle creato appositamente. Lo sfondo della sigla è cambiato nel corso delle stagioni.

## Stagioni
| Stagione | Conduzione        | Periodo           | Periodo          | Puntate | Rete |
| Stagione | Conduzione        | Inizio            | Fine             | Puntate | Rete |
| -------- | ----------------- | ----------------- | ---------------- | ------- | ---- |
| 1ª       | Francesco Panella | 8 aprile 2018     | 30 maggio 2018   | 8       | NOVE |
| 2ª       | Francesco Panella | 22 aprile 2019    | 16 giugno 2019   | 9       | NOVE |
| 3ª       | Francesco Panella | 13 gennaio 2020   | 30 marzo 2020    | 12      | NOVE |
| 4ª       | Francesco Panella | 20 settembre 2021 | 6 dicembre 2021  | 12      | NOVE |
| 5ª       | Francesco Panella | 12 settembre 2022 | 27 febbraio 2023 | 11      | NOVE |
| 6ª       | Francesco Panella | 13 settembre 2023 | 12 febbraio 2024 | 17      | NOVE |
| 7ª       | Francesco Panella | 4 novembre 2024   |                  |         | NOVE |

## Puntate e ascolti

### Prima stagione
La prima stagione è andata in onda dall'8 aprile al 30 maggio 2018 per un totale di otto puntate.
| Puntata | Nazione     | Città               | Prima TV       | Ascolti | Share | Note   |
| ------- | ----------- | ------------------- | -------------- | ------- | ----- | ------ |
| 1ª      | Stati Uniti | New York            | 8 aprile 2018  | 406.000 | 1,50% | [ 4 ]  |
| 2ª      | Stati Uniti | New York, Manhattan | 15 aprile 2018 | 306.000 | 1,20% | [ 5 ]  |
| 3ª      | Francia     | Parigi              | 22 aprile 2018 | 290.000 | 1,20% | [ 6 ]  |
| 4ª      | Stati Uniti | Boston              | 29 aprile 2018 | 344.000 | 1,50% | [ 7 ]  |
| 5ª      | Stati Uniti | San Francisco       | 6 maggio 2018  | 378.000 | 1,60% | [ 8 ]  |
| 6ª      | Regno Unito | Londra              | 16 maggio 2018 | 358.000 | 1,40% | [ 9 ]  |
| 7ª      | Spagna      | Siviglia            | 23 maggio 2018 | 320.000 | 1,30% | [ 10 ] |
| 8ª      | Germania    | Berlino             | 30 maggio 2018 | 361.000 | 1,50% | [ 11 ] |
| Media   | Media       | Media               | Media          | 345.000 | 1,40% |        |

### Seconda stagione
La seconda stagione è andata in onda dal 22 aprile al 16 giugno 2019 per un totale di nove puntate.
| Puntata | Nazione     | Città        | Prima TV       | Ascolti | Share | Note   |
| ------- | ----------- | ------------ | -------------- | ------- | ----- | ------ |
| 1ª      | Cile        | Santiago     | 22 aprile 2019 | 460.000 | 2,20% | [ 13 ] |
| 2ª      | Argentina   | Buenos Aires | 29 aprile 2019 | 404.000 | 1,60% | [ 14 ] |
| 3ª      | Argentina   | Buenos Aires | 6 maggio 2019  | 413.000 | 1,60% | [ 15 ] |
| 4ª      | Perù        | Lima         | 13 maggio 2019 | 367.000 | 1,40% | [ 16 ] |
| 5ª      | Stati Uniti | Miami        | 20 maggio 2019 | 476.000 | 1,90% | [ 17 ] |
| 6ª      | Stati Uniti | New Orleans  | 26 maggio 2019 | 558.000 | 2,30% | [ 18 ] |
| 7ª      | Stati Uniti | Filadelfia   | 2 giugno 2019  | 449.000 | 2,00% | [ 19 ] |
| 8ª      | Stati Uniti | Chicago      | 9 giugno 2019  | 455.000 | 2,10% | [ 20 ] |
| 9ª      | Canada      | Toronto      | 16 giugno 2019 | 250.000 | 1,30% | [ 21 ] |
| Media   | Media       | Media        | Media          | 426.000 | 1,82% |        |

### Terza stagione
La terza stagione è andata in onda dal 13 gennaio al 30 marzo 2020 per un totale di dodici puntate.
| Puntata | Nazione         | Città               | Prima TV         | Ascolti | Share | Note   |
| ------- | --------------- | ------------------- | ---------------- | ------- | ----- | ------ |
| 1ª      | Stati Uniti     | Hollywood           | 13 gennaio 2020  | 470.000 | 1,80% | [ 23 ] |
| 2ª      | Stati Uniti     | New Jersey          | 20 gennaio 2020  | 450.000 | 1,80% | [ 24 ] |
| 3ª      | Stati Uniti     | Las Vegas           | 27 gennaio 2020  | 492.000 | 1,90% | [ 25 ] |
| 4ª      | Stati Uniti     | New York, Queens    | 3 febbraio 2020  | 515.000 | 2,00% | [ 26 ] |
| 5ª      | Stati Uniti     | San Diego           | 10 febbraio 2020 | 410.000 | 1,60% | [ 27 ] |
| 6ª      | Stati Uniti     | New York (pizzerie) | 17 febbraio 2020 | 393.000 | 1,50% | [ 28 ] |
| 7ª      | Panama          | Panama              | 24 febbraio 2020 | 470.000 | 1,70% | [ 29 ] |
| 8ª      | Colombia        | Cartagena           | 2 marzo 2020     | 603.000 | 2,20% | [ 30 ] |
| 9ª      | Rep. Dominicana | Santo Domingo       | 9 marzo 2020     | 415.000 | 1,40% | [ 31 ] |
| 10ª     | Stati Uniti     | Miami (trattorie)   | 16 marzo 2020    | 534.000 | 1,80% | [ 32 ] |
| 11ª     | Stati Uniti     | Dallas              | 23 marzo 2020    | 490.000 | 1,60% | [ 33 ] |
| 12ª     | Stati Uniti     | Los Angeles         | 30 marzo 2020    | 433.000 | 1,40% | [ 34 ] |
| Media   | Media           | Media               | Media            | 473.000 | 1,73% |        |

### Quarta stagione
La quarta stagione è andata in onda dal 20 settembre al 6 dicembre 2021 per un totale di dodici puntate.
| Puntata | Nazione     | Città                       | Prima TV          | Ascolti | Share | Note   |
| ------- | ----------- | --------------------------- | ----------------- | ------- | ----- | ------ |
| 1ª      | Spagna      | Madrid                      | 20 settembre 2021 | 394.000 | 1,80% | [ 36 ] |
| 2ª      | Svezia      | Stoccolma                   | 27 settembre 2021 | 485.000 | 2,10% | [ 37 ] |
| 3ª      | Spagna      | Tenerife                    | 4 ottobre 2021    | 593.000 | 2,70% | [ 38 ] |
| 4ª      | Portogallo  | Lisbona                     | 11 ottobre 2021   | 493.000 | 2,10% | [ 39 ] |
| 5ª      | Paesi Bassi | Amsterdam                   | 18 ottobre 2021   | 479.000 | 2,10% | [ 40 ] |
| 6ª      | Germania    | Monaco                      | 25 ottobre 2021   | 483.000 | 2,10% | [ 41 ] |
| 7ª      | Spagna      | Madrid, pizzerie            | 1 novembre 2021   | 302.000 | 1,70% | [ 42 ] |
| 8ª      | Rep. Ceca   | Praga                       | 8 novembre 2021   | 491.000 | 2,10% | [ 43 ] |
| 9ª      | Belgio      | Bruxelles                   | 15 novembre 2021  | 335.000 | 1,30% | [ 44 ] |
| 10ª     | Francia     | Marsiglia                   | 22 novembre 2021  | 390.000 | 1,70% | [ 45 ] |
| 11ª     | Svizzera    | Zurigo                      | 29 novembre 2021  | 335.000 | 1,50% | [ 46 ] |
| 12ª     | Belgio      | Bruxelles, cucina regionale | 6 dicembre 2021   | 390.000 | 1,70% | [ 47 ] |
| Media   | Media       | Media                       | Media             | 431.000 | 1,91% |        |

### Quinta stagione
La quinta stagione è andata in onda dal 12 settembre 2022.
| Puntata | Nazione     | Città                      | Prima TV          | Ascolti | Share | Note   |
| ------- | ----------- | -------------------------- | ----------------- | ------- | ----- | ------ |
| 1ª      | Stati Uniti | New York, cucina regionale | 19 settembre 2022 | 468.000 | 2,50% | [ 51 ] |
| 2ª      | Porto Rico  | San Juan                   | 12 settembre 2022 | 518.000 | 3,00% | [ 52 ] |
| 3ª      | Turchia     | Istanbul                   | 26 settembre 2022 | 310.000 | 1,50% | [ 53 ] |
| 4ª      | Stati Uniti | Washington D.C.            | 3 ottobre 2022    | 404.000 | 2,00% | [ 54 ] |
| 5ª      | Stati Uniti | Seattle                    | 10 ottobre 2022   | 559.000 | 2,80% | [ 55 ] |
| 6ª      | Stati Uniti | New York, Brooklyn         | 17 ottobre 2022   | 516.000 | 2,60% | [ 56 ] |
| 7ª      | Irlanda     | Dublino                    | 24 ottobre 2022   | 596.000 | 3,10% | [ 57 ] |
| 8ª      | Stati Uniti | Phoenix                    | 31 ottobre 2022   | 469.000 | 2,70% | [ 58 ] |
| 9ª      | Israele     | Tel Aviv                   | 7 novembre 2022   | 570.000 | 3,00% | [ 59 ] |
| 10ª     | Stati Uniti | New York, Manhattan        | 14 novembre 2022  | 571.000 | 2,90% | [ 60 ] |
| 11ª     | Stati Uniti | Nashville                  | 27 febbraio 2023  | 440.000 | 2,12% | [ 63 ] |
| Media   | Media       | Media                      | Media             | 493.000 | 2,56% |        |

### Sesta stagione
La sesta stagione va in onda in tre parti separate.
La prima dal 13 febbraio al 20 marzo 2023.
| Puntata | Nazione  | Città                  | Prima TV         | Ascolti | Share | Note   |
| ------- | -------- | ---------------------- | ---------------- | ------- | ----- | ------ |
| 1ª      | Marocco  | Marrakech, Medina      | 13 febbraio 2023 | 408.000 | 2,00% | [ 65 ] |
| 2ª      | Austria  | Vienna                 | 20 febbraio 2023 | 436.000 | 2,20% | [ 66 ] |
| 3ª      | Irlanda  | Contea di Dublino      | 6 marzo 2023     | 515.000 | 2,60% | [ 67 ] |
| 4ª      | Ungheria | Budapest               | 13 marzo 2023    | 524.000 | 2,60% | [ 68 ] |
| 5ª      | Marocco  | Marrakech, Città Nuova | 20 marzo 2023    | 440.000 | 2,30% | [ 69 ] |
| Media   | Media    | Media                  | Media            | 464.600 | 2,34% |        |

La seconda, aperta per altro da una sigla differente, dall'11 settembre al 23 ottobre 2023.
| Puntata | Nazione             | Città               | Prima TV          | Ascolti | Share | Note   |
| ------- | ------------------- | ------------------- | ----------------- | ------- | ----- | ------ |
| 6ª      | Emirati Arabi Uniti | Dubai               | 11 settembre 2023 | 481.000 | 2,70% | [ 70 ] |
| 7ª      | Malaysia            | Kuala Lumpur        | 18 settembre 2023 | 513.000 | 3,00% | [ 71 ] |
| 8ª      | Thailandia          | Bangkok, ristoranti | 25 settembre 2023 | 431.000 | 2,30% | [ 72 ] |
| 9ª      | Thailandia          | Phuket              | 2 ottobre 2023    | 502.000 | 2,80% | [ 73 ] |
| 10ª     | Vietnam             | Ho Chi Minh         | 9 ottobre 2023    | 481.000 | 2,50% | [ 74 ] |
| 11ª     | Thailandia          | Bangkok, trattorie  | 16 ottobre 2023   | 485.000 | 2,50% | [ 75 ] |
| 12ª     | Spagna              | Valencia            | 23 ottobre 2023   | 554.000 | 2,80% | [ 76 ] |
| Media   | Media               | Media               | Media             | 492.300 | 2,66% |        |

La terza dal 15 gennaio 2024.
| Puntata | Nazione   | Città      | Prima TV         | Ascolti | Share | Note   |
| ------- | --------- | ---------- | ---------------- | ------- | ----- | ------ |
| 13ª     | Polonia   | Varsavia   | 12 febbraio 2024 | 492.000 | 2,50% | [ 78 ] |
| 14ª     | Germania  | Amburgo    | 29 gennaio 2024  | 495.000 | 2,50% | [ 79 ] |
| 15ª     | Spagna    | Ibiza      | 15 gennaio 2024  | 509.000 | 2,60% | [ 81 ] |
| 16ª     | Danimarca | Copenaghen | 22 gennaio 2024  | 653.000 | 3.20% | [ 82 ] |
| 17ª     | Francia   | Lione      | 5 febbraio 2024  | 560.000 | 3.00% | [ 83 ] |
| Media   | Media     | Media      | Media            | 541.800 | 2.76% |        |

### Settima stagione
La settima stagione va in onda a partire dal 4 novembre 2024.
| Puntata | Nazione     | Città                 | Prima TV          | Ascolti | Share | Note   |
| ------- | ----------- | --------------------- | ----------------- | ------- | ----- | ------ |
| 1ª      | Indonesia   | Bali, costa           | 4 novembre 2024   | 412.000 | 2,30% | [ 86 ] |
| 2ª      | Singapore   | Singapore, ristoranti | 11 novembre 2024  | 390.000 | 2,00% | [ 87 ] |
| 3ª      | Vietnam     | Hanoi                 | 18 novembre 2024  | 394.000 | 2,20% | [ 88 ] |
| 4ª      | Cina        | Hong Kong             | 25 novembre 2024  | 446.000 | 2,50% | [ 89 ] |
| 5ª      | Indonesia   | Bali, entroterra      | 2 dicembre 2024   | 536.000 | 2,80% | [ 90 ] |
| 6ª      | Singapore   | Singapore, trattorie  | 9 dicembre 2024   | 601.000 | 3,20% | [ 91 ] |
| 7ª      | Finlandia   | Helsinki              | 16 dicembre 2024  | 512.000 | 2,90% | [ 92 ] |
| 8ª      | Paesi Bassi | Rotterdam             | 7 aprile 2025     | 394.000 | 2,10% | [ 93 ] |
| 9ª      | Regno Unito | Liverpool             | 14 aprile 2025    | 475.000 | 2,60% | [ 94 ] |
| 10ª     | Bulgaria    | Sofia                 | 5 maggio 2025     | 490.000 | 2,70% | [ 95 ] |
| 11ª     | Estonia     | Tallinn               | 28 aprile 2025    | 483.000 | 2,60% | [ 96 ] |
| 12ª     | Grecia      | Atene                 | 12 maggio 2025    | 456.000 | 2,50% | [ 97 ] |
| 13ª     | Brasile     | Rio de Janeiro        | 19 maggio 2025    | 487.000 | 2,60% | [ 98 ] |
| 14ª     | Brasile     | San Paolo             | 26 maggio 2025    | 482.000 | 2,60% | [ 99 ] |
| 15ª     | Messico     | Guadalajara           | 1º settembre 2025 |         |       |        |